# 658 pr. n. št.

## Rojstva
- Nabopolasar, prvi kaldejski kralj († 605 pr. n. št.)